# 大岡助右衛門

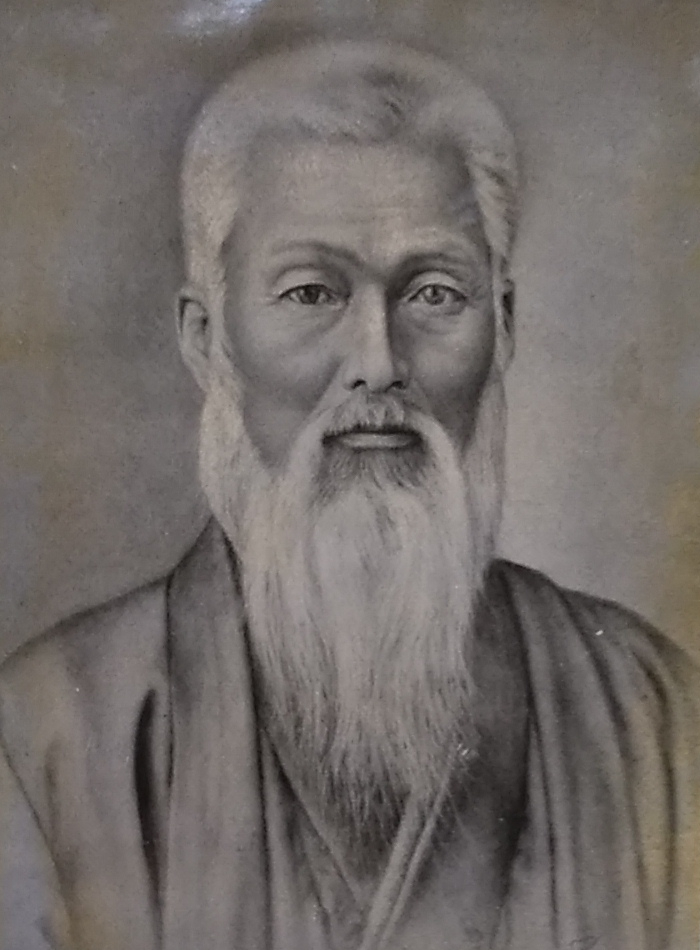
大岡助右衛門の肖像画（経王寺所蔵）

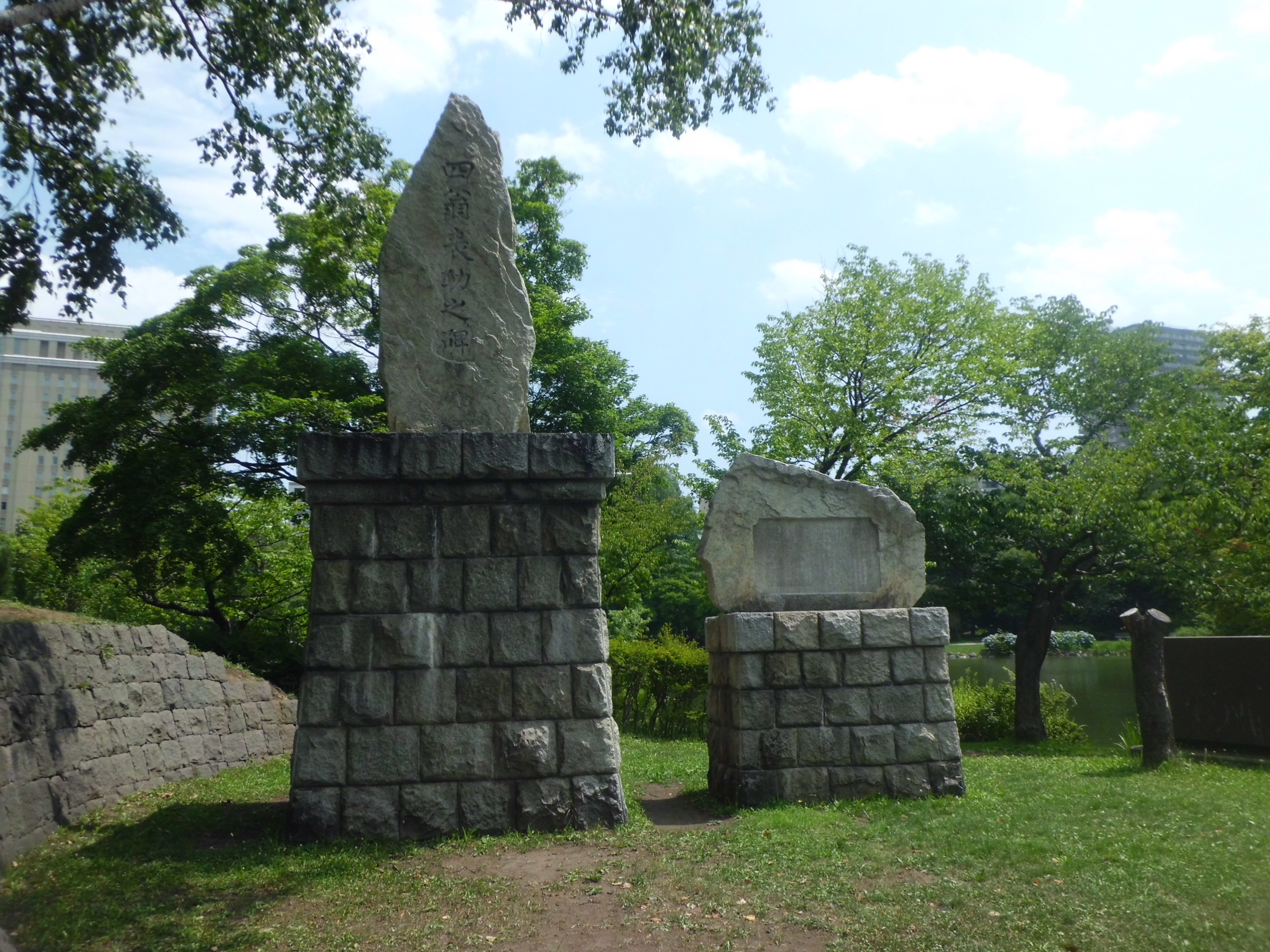
大岡助右衛門・水原寅蔵・石川正蔵・対馬嘉三郎を顕彰した中島公園の「四翁表功之碑」

大岡 助右衛門（おおおか すけえもん、1836年7月5日（天保7年5月22日） - 1902年（明治35年）5月21日）は、幕末・明治期の北海道で活躍した請負師（建設業者）。

## 経歴
武蔵国久良岐郡大岡村（現神奈川県横浜市南区大岡）の農家に生まれる。長じて江戸に移り、大工を職業とした。1858年に建設業者・中川源左衛門（初代）・傳蔵父子が、蝦夷地箱館の五稜郭の建設を請け負うとその大工頭となって箱館に移る。その後次第に抜擢され、中川組の工事肝煎となり、数多くの工事を担当した。
1868年に源左衛門が箱館を去ると、山本猪之助・金子三九郎らとともに、中川組の中心人物として活躍した。また、同年の箱館戦争で、榎本武揚率いる旧幕府軍の遺体が各地に放置されると、地元の侠客・柳川熊吉らとともに新政府の禁令に屈せず拾集し、箱館の実行寺に埋葬した。
1870年開拓使によって札幌本府の建設が始まると、源左衛門の養子市兵衛（翌年二代目源左衛門を襲名）に中川組が諸工事を受注するように説得した。大岡自らは割頭（大工頭）として、翌1871年に函館・青森・秋田より募集した大工・人夫271名を率いて札幌に入り、二代目源左衛門の片腕として数多くの工事を担当したが、同年末には独立した。
以後は、札幌請負界の中心人物として活躍し、「大工事のほとんどが大岡の落札に帰す」と言われるほどとなる。大岡が手がけた工事の代表的なものには、豊平館、琴似・山鼻・篠路の屯田兵屋、札幌農学校寄宿舎、創成学校、藻岩学校、羅卒屯所（警察署）、豊平橋、小樽入船町波止場や、幌内鉄道の敷設工事などがある。
大岡が古巣中川組なども含めたライバル業者を押しのけ、事業面で成功をおさめた理由には、急速な近代化に伴う和風建築から洋風建築への転換に上手く対応できたことが挙げられる。また、大岡はそれらの工事による多額な利益によって、札幌やその近郊に多くの土地を購入し、同じく札幌の大地主であった北海道炭礦鉄道初代社長の堀基と並び称される存在でもあった。
1884年から1888年までは札幌区第5部総代人をつとめ、1889年には北海道庁から「開拓設庁当時以来ノ土木請負業者」の諮問を受けている。その後は、経王寺に閑居して余生を送り、1902年に死去。
没後17年経った1919年、「札幌開創功労者」に水原寅蔵・石川正蔵・対馬嘉三郎とともに選ばれ、中島公園に顕彰碑『四翁表功之碑』が建立された。

## 人物
大岡は日蓮宗の熱心な信者でもあり、1875年には札幌郡豊平村の自らの所有地8250坪を寄進し、経王寺を建立する。その際本堂などの建設費用も、ほとんど大岡が負担したという。
大岡は剛腹な性格で公益事業などにも気前良く出資し、また博打を好んだため、多くの遺産は残さなかった。家庭的には恵まれず、息子の長吉を豊平橋建設工事の際の事故で失っている。